# Гай Атилий Серран (претор 185 года до н. э.)
Гай Ати́лий Серра́н (лат. Gaius Atilius Serranus; III—II века до н. э.) — римский политический деятель из плебейского рода Атилиев, претор 185 года до н. э. 

## Биография
Гай Атилий принадлежал к знатному плебейскому роду. В 194 году до н. э. некто Атилий Серран занимал должность курульного эдила. Вместе со своим коллегой Луцием Скрибонием Либоном он впервые организовал сценические представления на Мегалезийских играх и по совету Публия Корнелия Сципиона Африканского впервые выделил для сенаторов отделённые от народа места. Ни один из трёх источников не называет преномен Серрана. Это могли быть Авл (впоследствии дважды претор) или Гай. Автор классического справочника Роберт Броутон считает более вероятным первый вариант.
В 185 году до н. э. Гай Атилий занимал должность претора. После этого он не упоминается в источниках.